# Lion Feuchtwanger

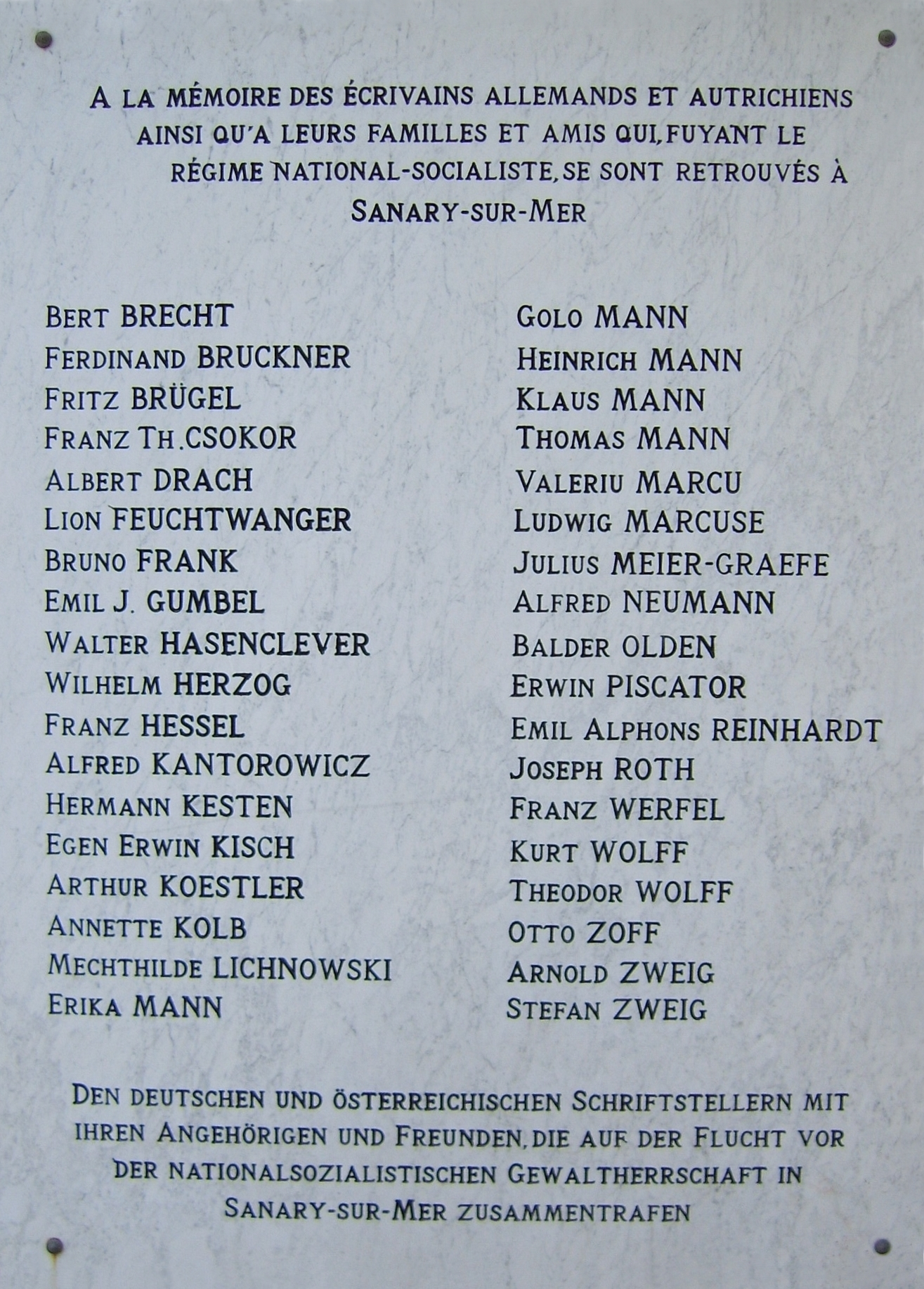
Tablica upamiętniająca intelektualistów (w tym Feuchtwangera), którzy wyemigrowali do Sanary-sur-Mer w związku z rozwojem nazizmu

Lion Feuchtwanger /fo̥ʲśtwaŋəʳ/, właściwie Jacob Arje, pseudonim „J.L. Wetcheek” (ur. 7 lipca 1884 w Monachium, zm. 21 grudnia 1958 w Los Angeles) – niemiecki pisarz żydowskiego pochodzenia, autor powieści historycznych oraz popularnych powieści biograficzno-historycznych, a także dramatów, które stały się inspiracją dla twórczości Bertolta Brechta.

## Życiorys
Był krytykiem literackim w czasopiśmie „Schaubühne”. W latach 1908–1909 wydawał gazetę „Der Spiegel”. Od 1927 mieszkał w Berlinie, aby w 1933 przenieść się do Sanary-sur-Mer, skąd wyjechał do Stanów Zjednoczonych w 1940. Od 1936 do 1937 był współwydawcą pisma emigracyjnego „Das Wort” ukazującego się w Moskwie.
Na motywach powieści Żyd Süß powstał – niezgodny z wymową utworu – nazistowski film propagandowy o tym samym tytule w reżyserii Veita Harlana.

## Dzieła

### Powieści
- Der tönerne Gott, 1910
- Jud Süß, 1925
- Die häßliche Herzogin Margarete Maultasch, 1922–1923
- Wartesaal-Trilogie
  - Erfolg. Drei Jahre Geschichte einer Provinz, 1927–1930
  - Die Geschwister Oppermann (wcześniejszy tytuł: Die Geschwister Oppenheim), 1933
  - Exil, 1937–1939 (Wygnanie – wydanie polskie 1957)
- Josephus-Trilogie:
  - Der jüdische Krieg, 1931–1932 (Wojna żydowska – wydanie polskie 1960)
  - Die Söhne, 1934–35
  - Der Tag wird kommen, 1939–1941
- Der falsche Nero, 1936
- Die Brüder Lautensack, 1941 (Bracia Lautensack - wydanie polskie 1962)
- Simone, 1943
- Die Füchse im Weinberg, 1944–1946 (Lisy w winnicy – wydanie polskie 1962)
- Venedig (Texas), 1946
- Goya oder der arge Weg der Erkenntnis, 1951 (Goya – wydanie polskie 1968)
- Narrenweisheit oder Tod und Verklärung des Jean-Jacques Rousseau, 1950–1952
- Die Jüdin von Toledo (wcześniejszy tytuł: Spanische Ballade), 1952–1954
- Jephta und seine Tochter, 1955–1957 (Jefte i jego córka – wydanie polskie 1964)

### Pisma autobiograficzne
- Moskau 1937
- Unholdes Frankreich, 1942